# スティエパン・ボベク
スティエパン・ボベク（Stjepan Bobek、1923年12月3日 - 2010年8月22日）は、クロアチア（旧ユーゴスラビア）の元サッカー選手、サッカー指導者。ポジションはフォワード。

## 経歴
HŠKグラジャンスキ・ザグレブとパルチザン・ベオグラードで得点を量産したストライカー。監督としてもヨーロッパ各国のクラブを率いた。
ユーゴスラビア代表では1946年から1956年までの63試合に出場し38得点を記録している。